# Michael Dibdin
Michael Dibdin (ur. 21 marca 1947 w Wolverhampton, zm. 30 marca 2007 w Seattle) – angielski autor kryminałów.

## Życiorys
Syn fizyka, wychowany w Irlandii Północnej. Ukończył anglistykę na Uniwersytecie Sussex. Studiował potem jeszcze uzupełniająco w Edmonton w Kanadzie. Po opublikowaniu pierwszej powieści, pastiszu przygód Sherlocka Holmesa, w 1978 roku, mieszkał przez 4 lata we Włoszech, ucząc na uniwersytecie w Perugii. Trzykrotnie żonaty, po raz ostatni z amerykańską pisarką K. K. Beek z Seattle.

## Twórczość
Najbardziej znane są jego powieści kryminalne z cyklu o detektywie Aureliu Zenie, których akcja toczy się we Włoszech, penetrując zakamarki rzeczywistości tego społeczeństwa. Pierwsze książki miały lżejszy nastrój, późniejsze mroczniejszy.
Zen to postać niezbyt bohaterska, przez co powieści są nasycone ironią i czarnym humorem. Dibdin pisał także inne utwory detektywistyczne, z akcją w Ameryce i Anglii.
W Polsce wydano w latach 1998–2002 Martwą lagunę, Kabal i Cosi fan tutti.

### Cykl o Aureliu Zenie
1. Ratking (1988)
2. Vendetta (1990)
3. Cabal (1992)
4. Dead Lagoon (1994)
5. Cosi Fan Tutti (1996), wyd. polskie D.W. REBIS, Poznań 2002, przekł. Mirosław P. Jabłoński
6. A Long Finish (1998)
7. Blood Rain (1999)
8. And Then You Die (2002)
9. Medusa (2003)
10. Back to Bologna (2005)
11. End Games (2007)

### Inne książki
- The Last Sherlock Holmes Story (1978)
- A Rich Full Death (1986)
- The Tryst (1989)
- Dirty Tricks (1991)
- The Dying of the Light (1993)
- Dark Spectre (1995)
- Thanksgiving (2000)